# Jacoba Bam
Jacoba Bam, död 1569, var centralfigur i ett uppmärksammat häxerimål i Amsterdam i Nederländerna 1566.
Hon var genom både födsel och giftermål medlem av det förmögna katolska borgerskapet i Amsterdam. Hon åtalades för häxeri sedan barnen i stadens barnhem hade börjat uppföra sig irrationellt, klättra på väggarna i barnhemmet och trakassera myndigheterna på gatorna och sjunga visor om henne och skylla sitt beteende på att de var utsatta för en förtrollning av henne och inte tänkte sluta förrän de såg henne i elden. Hon begärde att få svära sig fri med ett karaktärsprov, och begärde att stadens myndigheter skulle förklara offentligt att alla som hade något ont att säga om henne skulle träda fram inom en viss tidsgräns. Detta var en form av ordal. När ingen hade lämnat fram något klagomål mot henne på två veckor, förklarades hon oskyldig. Målet mot henne har tolkats som ett tecken på den religiösa spänningen i dåvarande Nederländerna.  